# Cerro Reno
Cerro Reno är en kulle i Antarktis. Den ligger i Västantarktis. Argentina, Chile och Storbritannien